# رؤوف عياد
رؤوف عياد (1940 - 2006) رسام كاريكاتير مصري ساخر.

## حياته
ولد في 25 سبتمبر 1940 في السودان، وتخرج من كلية الحقوق من جامعة عين شمس، عمل بشكل رئيسي في مجلة صباح الخير منذ العام 1963، كان فكره قريب لتيار اليسار المصري، فنشر رسوماته في أسبوعية «الأهالي» التابعة لحزب التجمع اليساري ومجلة «اليسار» الشهرية إلى جانب أسبوعية «القاهرة» التابعة لوزارة الثقافة.

## الجنسية المصرية
في نوفمبر 1998 أقام دعوى لدى محكمة القضاء الإداري، طالب فيها بالحكم بتمتعه بالجنسية المصرية، على سند أنه مولود بالسودان في 25 سبتمبر 1940 لأب مصري مولود في السودان عام 1905، وعمل فيها بوصفه مصريا مُوفدا من الحكومة المصرية حتى أحيل للتقاعد. حيث عادت الأسرة إلى مصر في عام 1960، وأقامت في إسنا بأسوان، وفي عام 1961 حاول والده استخراج جواز سفر مصري، ولكن السلطات طلبت منه إثبات إقامته في مصر من سنة 1914 حتى سنة 1929، فقدم شهادة من عمد ومشايخ إسنا تثبت بأنه مصري، ولكنه لم يتابع طلبه بسبب كبره بالسن إلى أن مات. واستمر عياد بعمله الصحفي بإحدى المؤسسات الصحفية القومية بمصر، وصار عضوا بنقابة الصحفيين، ونقابة الفنانين التشكيلين، بموجب شهادة ميلاد مصرية وبطاقة مصرية، كما تزوج من مصرية، وأعفي من التجنيد لكونه الابن الوحيد، وكان يعيش حياة طبيعية كمواطن مصري إلى أن سُحبت منه هويته المصرية، عند تقدمه لاستخراج جواز سفر مصري، حيث طُلب منه إثبات إقامة والده بمصر منذ سنة 1914 وحتى 1929، رغم أن جده مصري وأقام في مصر، وبالتالي فإن والده مصري وهو أيضا بالتبعية وفقا لقوانين الجنسية المصرية. وعلى الرغم من ذلك قضت المحكمة في 2004 برفض دعواه، استنادا إلى أن قوانين الجنسية المصرية المتعاقبة التي حددت طوائف المصريين الأصلاء، ومن بينهم حالة التوطن في مصر قبل سنة 1914 وحتى 10 مارس 1929 وامتداد الفروع حتى سنة 1975، وألزمت من يدعي الجنسية إقامة الدليل على ذلك.
وفي 2019 وبعد وفاته بـ13 أصدرت المحكمة الإدارية العليا استنادا إلى المادة السادسة من قانون الجنسية الصادر عام 1929، حكما قضت فيه بجنسية رؤوف المصرية، وألغت الحكم الصادر من محكمة القضاء الإداري عام 2004، قبل وفاته بعامين، المؤيد لقرار وزارة الداخلية بعدم إثبات جنسيته المصرية.

## وفاته
توفي الأحد 22 يناير 2006 عن عمر يناهز 67 عاماً بعد معاناته من أمراض في الكبد.